# مراصد الاطلاع على أسماء الأمكنة والبقاع
مراصد الاطلاع على أسماء الأمكنة والبقاع كتاب جغرافي تاريخي ألفه عبد المؤمن بن عبد الحق القطيعي البغدادي (ت ٧٣٩هـ) اختصارا لكتاب معجم البلدان، من تأليف ياقوت الحموي.
أعيد نشره مرات عديدة.